# Edwin Brant Frost

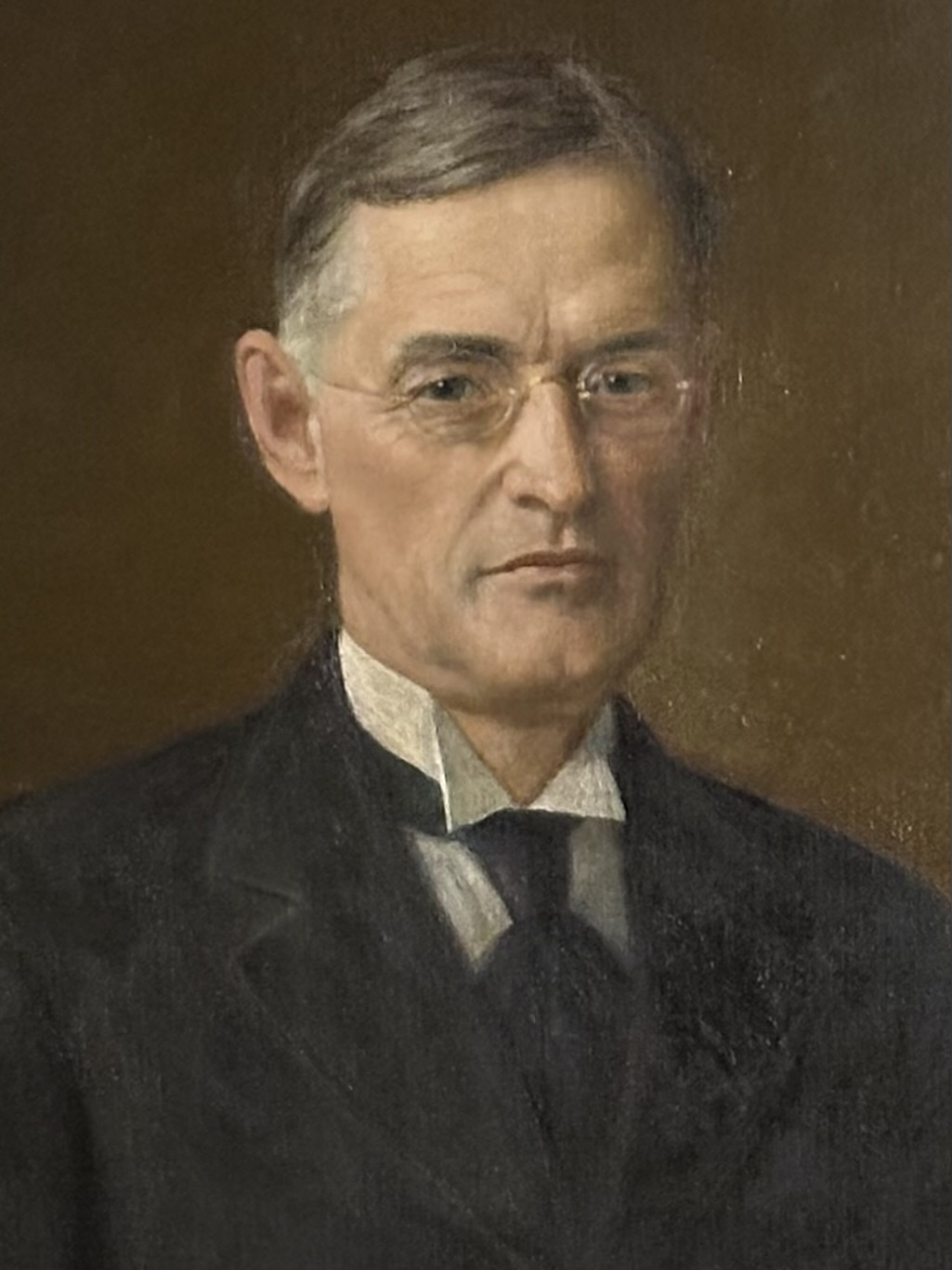
Porträt von Edwin Brant Frost

Edwin Brant Frost (* 14. Juli 1866 in Brattleboro, Vermont; † 14. Mai 1935 in Chicago) war ein US-amerikanischer Astronom.

## Leben
Frost studierte am Dartmouth College in Hanover, New Hampshire. Er interessierte sich bereits in jungen Jahren für die Astronomie, machte 1886 seinen Studienabschluss und war anschließend kurzzeitig am Department of Chemistry beschäftigt. 1887 folgte er einer Einladung von Charles Augustus Young nach Princeton, um sich dort auf dem Gebiet der Astronomie weiterzubilden.  Ab Ende 1887 lehrte er bis 1898 am Dartmouth College, nur unterbrochen durch eine längere Studienreise nach Europa. Sie führte ihn 1890 nach London zu William Huggins und anschließend nach Straßburg und Potsdam, wo er 1891 am Astrophysikalischen Observatorium bei Hermann Carl Vogel und Julius Scheiner zur Spektralanalyse von Himmelskörpern arbeitete. Diese Arbeiten regten ihn an, das Buch von Scheiner und Vogel Die Spectralanalyse der Gestirne (1890) ins Englische zu übersetzen. Es erschien erstmals 1894 unter dem Titel Astronomical Spectroscopy. Im Herbst 1892 kehrte er in die USA zurück und wurde Assistant Professor für Astronomie am Dartmouth College. 1898 ging er auf Einladung von George Ellery Hale an das Yerkes-Observatorium der University of Chicago in Williams Bay und wurde Professor. 1905 wurde er Direktor des Observatoriums, diese Stellung hatte er bis zu seiner Pensionierung im Jahr 1932. Nachdem er 1915 auf einem Auge erblindet war, verlor er 1921 auch auf dem anderen Auge die Sehkraft. Trotz seiner Erblindung leitete er weitere elf Jahre das Yerkes-Observatorium und gab das Astrophysical Journal heraus.
Hauptarbeitsgebiet von Frost war die stellare Spektroskopie – also die Untersuchung von Sternspektren, darunter das der Sonne. Sein spezielles Interesse galt der spektroskopischen Bestimmung der Radialgeschwindigkeit von Sternen sowie den spektroskopischen Doppelsternen. Einige seiner Arbeiten entstanden in Zusammenarbeit mit Otto von Struve, dessen Anstellung am Yerkes-Observatorium Frost unterstützt hatte und der 1932 sein Nachfolger als Direktor wurde.
Frost erhielt zahlreiche Auszeichnungen und Ehrungen. 1890 wurde er Fellow der American Association for the Advancement of Science. 1908 wurde er zum Mitglied der National Academy of Sciences und 1913 der American Academy of Arts and Sciences gewählt. Seit 1909 war er gewähltes Mitglied der American Philosophical Society. 1908 wurde er als auswärtiges Mitglied in die Royal Astronomical Society aufgenommen. 1911 wurde er Ehrendoktor des Dartmouth College und 1912 der University of Cambridge.
Der Asteroid (854) Frostia wurde nach ihm benannt, ebenso ein Mondkrater.
Unter dem Titel An Astronomer’s Life veröffentlichte er 1933 eine Autobiographie.